# Temisto (satélite)
Temisto, também conhecido como Júpiter XVIII, é um pequeno satélite natural de Júpiter. Foi descoberto em 1975, e redescoberto em 2000. Temisto tem 8 quilômetros de diâmetro.
A órbita de Temisto é incomum. Ao contrário da maioria das luas de Júpiter, que orbitam o planeta em grupos distintos, Temisto orbita-o sozinho, no meio do caminho ente as luas de Galileu e do grupo Himalia.

## Descoberta e nomeação
Temisto foi inicialmente descoberto por Charles T. Kowal e Elizabeth Roemer em 30 de setembro de 1975. O satélite recebeu a designação provisória de S/1975 J 1. Devido à falta de observações adicionais, sua órbita não pôde ser definida e a lua acabou sendo perdida.
Em 21 de novembro de 2000, o que aparentemente se tratou de um novo satélite foi descoberto por Scott S. Sheppard, David C. Jewitt, Yanga R. Fernández e Eugene A. Magnier e recebeu o nome de S/2000 J 1. Não demorou muito para que se descobrisse que se tratava da mesma lua que havia sido descoberta em 1975.
Em 2002 ela recebeu oficialmente o nome de Temisto,  uma amante de Zeus na mitologia grega.